# Cuphea laricoides
Cuphea laricoides är en fackelblomsväxtart som beskrevs av Emil Bernhard Koehne. Cuphea laricoides ingår i släktet blossblommor, och familjen fackelblomsväxter. Inga underarter finns listade i Catalogue of Life.